# Nicholas Sarwark
	Nicholas Sarwark, né le 27 août 1979 à Phoenix, est un homme politique américain, 19e président du parti libertarien de 2014 à 2020.
En 2018, il est en candidat à l'élection du maire de Phoenix : il termine quatrième avec 10,5 % des voix.